# Tešica
Tešica (kyrillisch:Тешица) ist ein Dorf in Ostserbien.

## Geographie und Bevölkerung
Das Dorf liegt in der Opština Aleksinac im Nišavski okrug im Osten des Landes auf 168 Meter über dem Meeresspiegel. Tešica bei der Volkszählung von 2011 1700 Einwohnern, während es 2002 noch 1888 waren. Nach den letzten drei Bevölkerungsstatistiken fällt die Einwohnerzahl weiter. 
Die Bevölkerung von Tešica stellen mehrheitlich zu 97 % Serben, zudem leben ebenfalls 34 Roma, 4 Rumänen, 3 Kroaten, sowie jeweils ein Mazedone, ein Jugoslawe, ein Slowene, ein Russe, ein Slawischer Muslim, ein Bulgare und ein Ungar im Dorf. Der Ort besteht aus 540 Haushalten. 
Tešica liegt südlich von der Gemeindehauptstadt Aleksinac entfernt. Das Dorf liegt an den Ufern der Südlichen Morava. 

### Demographie
| Jahr | Einwohnerzahl |
| ---- | ------------- |
| 1948 | 1882          |
| 1953 | 1879          |
| 1961 | 2040          |
| 1971 | 2178          |
| 1981 | 2209          |
| 1991 | 2050          |
| 2002 | 1888          |
| 2011 | 1700          |

## Infrastruktur
Von 2008 bis 2012 war Radomir Ilić Dorfbürgermeister von Tešica. Im Ort gibt es den Fußballverein FK Tešica, der auch FK Jastrebac, nach dem nahen Gebirge Jastrebac genannt wird. 
Im Ortszentrum steht ein Denkmal für die Gefallenen Partisanen aus dem Zweiten Weltkrieg. Bei Tešica überspannt eine Brücke die Südliche Morava. Die Brücke ist unter dem Namen Tešički most bekannt. Das Dorf besitzt beleuchtete und asphaltierte Straßen sowie eine Strom- und Telefonleitung.

## Religion
In Tešica steht die von 1838 bis 1839 erbaute Serbisch-orthodoxe Mariä-Entschlafens-Kirche.

## Belege
- 1.^ Књига 9, Становништво, упоредни преглед броја становника 1948, 1953, 1961, 1971, 1981, 1991, 2002, подаци по насељима, Републички завод за статистику, Београд, мај 2004, ISBN 86-84433-14-9
- 2.^ Књига 1, Становништво, национална или етничка припадност, подаци по насељима, Републички завод за статистику, Београд, фебруар 2003, ISBN 86-84433-00-9
- 3.^ Књига 2, Становништво, пол и старост, подаци по насељима, Републички завод за статистику, Београд, фебруар 2003, ISBN 86-84433-01-7
- 4.^ Über die Kirche auf der Seite Ilustrovana istorija Srpske pravoslavne crkve, (serbisch)